# Корнелія Ф'єдкевич
Корнелія Ф'єдкевич (пол. Kornelia Fiedkiewicz, 5 серпня 2001) — польська плавчиня.
Учасниця Олімпійських Ігор 2020 року, де в змішаній естафеті 4x100 метрів комплексом її збірну дискваліфіковано.